# E471 (trasa europejska)
E471 – trasa europejska łącznikowa (kategorii B), biegnąca przez zachodnią Ukrainę.
E471 zaczyna się w Mukaczewie, gdzie odbija od trasy europejskiej E58. Biegnie szlakiem ukraińskiej drogi krajowej M06 przez Stryj do Lwowa, gdzie łączy się z trasą E40. Na odcinku Mukaczewo - Stryj E471 biegnie razem z trasą E50.
Ogólna długość trasy E471 wynosi około 221 km.